# Derecskei Zsolt
Derecskei Zsolt (Budapest, 1951. december 7. ) magyar operaénekes (tenor).

## Életpályája
Gyermekkorában (1958-1966) a Magyar Állami Operaház gyermekkórusának tagja volt. Tanulmányait a Bartók Béla Zeneművészeti Gimnáziumban kezdte hegedű szakon, majd 1970-ben érettségizett az I. István Gimnáziumban. Főiskolai tanulmányait a Liszt Ferenc Zeneművészeti Főiskolán végezte. Énekesi diplomájának megszerzése után rövid ideig tanított. A Magyar Rádió és Televízió kórusának szólistája, majd 1987-90-ben a Pécsi Nemzeti Színház tagja volt. A Magyar Állami Operaház 1990-ben szerződtette magánénekesként. Oratóriumokat is énekel. 2012. ápr. 19-én a Magyar Állami Operaház rövid, zártkörű ünnepséggel emlékezett az 50 évvel azelőtti pályakezdésre.
Második fia Derecskei András, hegedűművész, zeneszerző, karmester.

## Főbb szerepei
- Berg: Wozzeck - Andres
- Bizet: Carmen - Remendado
- Csajkovszkij: Anyegin - Triquet
- Donizetti: Don Pasquale - Ernesto
- Donizetti: Szerelmi bájital - Nemorino
- Erkel: Bánk bán - Otto
- Erkel: Hunyadi László - V. László
- Flotow: Márta - Lyonel
- Kodály: Háry János - Diák
- Márta: Csodálatos mobilvilág - A Férfi
- Mozart: Figaro házassága - Don Basilio
- Mozart: Così fan tutte - Ferrando
- Mozart: Szöktetés a szerájból - Pedrillo
- Mozart: A varázsfuvola - Monostatos
- Muszorgszkij: Borisz Godunov - Missail
- Offenbach: Hoffmann meséi - Andreas
- Petrovics: C’est la guerre - Vizavi
- Puccini: Turandot - Pong
- Puccini: Gianni Schicchi - Rinuccio
- Puccini: Manon Lescaut - Táncmester
- Puccini: Pillangókisasszony - Goro
- Ránki: Pomádé király új ruhája - Dani
- Rossini: A sevillai borbély - Almaviva gróf
- Rossini: Hamupipőke - Don Ramiro
- Strauss: Salome - Zsidó
- Strauss: A rózsalovag - Valzacchi
- Strauss: A denevér - Blind, prókátor és Alfred
- Vajda: Karnyóné - Tipptopp[2]
- Verdi: A szicíliai vecsernye - Manfredo
- Verdi: Traviata - Gaston
- Verdi: Falstaff - Bardolfo
- Wagner: A nürnbergi mesterdalnokok - Dávid
- Wagner: Parsifal - Apród
- Weill: Mahagonny városának felemelkedése és bukása - Jack O’Brien